# 乌鲁木齐号导弹驱逐舰
“乌鲁木齐”号导弹驱逐舰（舷号118）简称“乌鲁木齐”舰，是052D型导弹驱逐舰七号舰，现服役于中国人民解放军海军北部战区海军驱逐舰第一支队。该舰可单独或协同海军其他兵力攻击水面舰艇、潜艇，具有较强的区域防空和对海作战能力。乌鲁木齐舰舰名取自新疆维吾尔自治区首府乌鲁木齐市，由中船工业江南造船开工建造，于2015年7月7日下水，2018年初入列，当年形成战斗力。

## 服役活动
2022年5月1日，解放军海军辽宁舰编队进入西太平洋进行实战演练，编队包括117号“西宁”舰，118号“乌鲁木齐”舰以及120号“成都”舰。
2024年9月18日，继海军辽宁舰编队后，解放军海军3舰编队再次穿过与那国岛海峡进入西太平洋，编队包括103号“鞍山”舰、118号“乌鲁木齐”舰以及901型901号“呼伦湖”舰。
2024年10月末，解放军海军“辽宁”舰与“山东”舰及两舰所辖驱护舰只于南海组成编队，编队规模包括3艘055型103号“鞍山”舰、106号“延安”舰、107号“遵义”舰，5艘052D型118号“乌鲁木齐”舰、120号“成都”舰、123号“淮南”舰、165号“湛江”舰（1艘舷号、舰名未知），1艘054A型（舷号、舰名未知）以及2艘901型901号“呼伦湖”舰、905号“查干湖”舰。
2025年7月24日，解放军海军118号“乌鲁木齐”舰、134号“绍兴”舰及903型886号“千岛湖”舰穿越对马海峡。